# Buffy the Vampire Slayer (pel·lícula)
Buffy the Vampire Slayer és una pel·lícula de comèdia de terror estatunidenca del 1992 dirigida per Fran Rubel Kuzui i protagonitzada per Kristy Swanson, Donald Sutherland, Paul Reubens, Rutger Hauer, Luke Perry, Hilary Swank, i David Arquette. Tracta d’una Valley girl animadora anomenada Buffy que s'assabenta que el seu destí és caçar vampirs. Va tenir un èxit moderat a taquilla, però va rebre una recepció mixta de la crítica. La pel·lícula va prendre una direcció diferent de la que pretenia el seu guionista, Joss Whedon. Cinc anys més tard, va crear la sèrie de televisió més fosca i aclamada per la crítica del mateix nom.

## Trama
Buffy Summers és una animadora a la Hemery High School de Los Angeles. Les seves principals preocupacions són comprar i passar temps amb els seus amics rics i estirats i amb el seu xicot, en Jeffrey. Un dia, a l'escola, s'acosta a ella un home que es diu Merrick. Ell l'informa que és The Slayer, o Chosen One, destinada a matar vampirs i el seu deure és guiar-la i entrenar-la. Ella inicialment rebutja la seva afirmació, però canvia d'opinió quan ell descriu vívidament un somni recurrent d'ella. A més, Buffy està exhibint habilitats desconegudes per ella, com ara una major agilitat, sentits i resistència, però prova repetidament la paciència de Merrick amb la seva naturalesa frívola, indiferència per matar i comentaris afilats.
El conflicte comença amb el rei vampir local, Lothos, i la seva companya, Amilyn. Dos joves, Oliver Pike i Benny, estan bevent quan són atacats per l'Amilyn. Benny és mossegat, però en Merrick salva en Pike. Com a vampir, Benny visita el seu amic Pike i intenta que s'uneixi a ell. L'Amilyn també segresta a Cassandra, una noia de la classe de Buffy, i la sacrifica a Lothos.
En Pike decideix marxar de la ciutat quan s'adona que ja no està segur. El seu pla es veu frustrat quan es troba amb l'Amilyn i la seva banda de vampirs. Buffy i Merrick el rescaten. Després d'aquesta trobada, en Buffy i en Pike inicien una amistat que finalment esdevé romàntica, i en Pike es converteix en el company de Buffy en la lluita contra els no-morts.
Buffy descobreix que el seu amic Grueller és un vampir. Poc després de ser transformat, Buffy es troba amb Lothos i Amilyn. El rei vampir posa a Buffy en un trànsit hipnòtic. Merrick intervé, però en Lothos el mata quan intenta estacar-lo. Quan Merrick mor, li diu a Buffy que faci les coses a la seva manera en lloc de seguir les regles dels altres.
A l'escola, la Buffy intenta explicar coses als seus amics, però es neguen a entendre-la, ja que estan més preocupats pel proper ball de l'escola. Buffy es baralla amb ells quan s'adona que ha superat el seu comportament immadur i egoista.
Al ball dels adults, Buffy està consternada al descobrir que Jeffrey l'ha deixat per una de les seves amigues. Ella es troba amb en Pike i balla amb ell. Lothos envia el seu exèrcit de sequaços vampirs a l'escola per atacar el ball. Durant l'atac, estudiants i assistents intenten lluitar contra els vampirs al gimnàs. En Pike lluita i mata en Benny, mentre que la Buffy s'enfronta a l'Amilyn i a Lothos al soterrani de l'escola. Ella mata l'Amilyn, però en Lothos la torna a hipnotitzar. El trànsit es trenca quan en Buffy es recorda de les últimes paraules de Merricks i es defensa contra en Lothos.
Buffy torna al gimnàs i Lothos surt de sobte amb una espasa. Buffy i el rei vampir s'enfronten, i Buffy aconsegueix derrotar-lo. Els supervivents se'n van, Buffy i Pike comparteixen un altre ball i la parella marxa amb una motocicleta.

## Repartiment
- Kristy Swanson com a Buffy Summers
- Luke Perry com a Oliver Pike
- Rutger Hauer com a Lothos
- Donald Sutherland com a Merrick Jamison-Smythe
- Paul Reubens com Amilyn
- Hilary Swank com a Kimberly Hannah
- Paris Vaughan com a Nicole "Nicki"
- Michele Abrams com a Jennifer
- Randall Batinkoff com a Jeffrey Kramer
- David Arquette com a Benny Jacks
- Stephen Root com el director Gary Murray
- Natasha Gregson Wagner com a Cassandra
- Sasha Jenson com a Grueller
- Tom Jane com a Zeph
- Candy Clark com a mare de Buffy
- Ben Affleck (sense acreditar) com a jugador de bàsquet número 10
- Ricki Lake (sense acreditar) com a Charlotte
- Seth Green (sense acreditar) com a vampir
- Alexis Arquette (sense acreditar) com a DJ vampir

## Producció
L'escriptor Whedon va vendre la pel·lícula a la productora de la cantant country Dolly Parton, Sandollar, a la tardor de 1991. La producció es va limitar a cinc setmanes per adaptar-se al programa de rodatge de Luke Perry a la sèrie Beverly Hills, 90210 de.
Whedon va participar en un paper d'assessor al principi de la producció, però va marxar després d'estar insatisfet amb la direcció que estava prenent la pel·lícula. Els executius de la 20th Century Fox van eliminar moltes de les bromes de Whedon, creient que l'humor és massa abstracte per al públic. També no els agradaven els elements més foscos del guió original de Whedon, volent convertir-lo en una comèdia més lleugera. El suïcidi de Merrick va ser reemplaçat amb el seu assassinat per Lothos, i la crema del gimnàs de l'institut per Buffy per matar tots els vampirs va ser eliminat del tot.
Tot això va portar a Whedon a abandonar finalment el plató. Ha estat molt crític amb el comportament de l'actor Donald Sutherland al plató, descrivint-lo com a destirat i difícil de treballar amb ell. Sutherland tenia inclinació a improvisar o alterar les seves línies al guió, cosa que el director Rubel Kuzui li va permetre fer lliurement perquè era l'estrella més destacada de la pel·lícula. Whedon va creure que això feia que el diàleg de Merrick a la pel·lícula fos inconnex i inintel·ligible.
El rodatge a Los Angeles va incloure la sala de ball del Park Plaza Hotel, on Merrick viu i entrena a Buffy, John Marshall High School a Los Feliz, i el gimnàs de la University High School a West Los Angeles, on es va filmar el ball i l’atac vampir a l’institut.

## Recepció

### Taquilla
La pel·lícula va debutar al 5è lloc a la taquilla estatunidenca i finalment va recaptar 16.624.456 dòlars contra un pressupost de producció de 7 milions de dòlars.

### Recepció crítica
Al lloc web de l'agregador de ressenyes Rotten Tomatoes, la pel·lícula té un índex d'aprovació del 36%, basat en 53 ressenyes, amb una valoració mitjana de 4,4/10. El consens diu: "La història sobrenatural de la majoria d'edat de Buffy the Vampire Slayer és decepcionant per una mala direcció i una trama encara més pobre, tot i que les actuacions de Kristy Swanson i Paul Reubens encara es poden salvar." A Metacritic, la pel·lícula té una puntuació mitjana ponderada de 48 sobre 100, basada en 17 crítics, que indica "crítiques mixtes o mitjanes".

## Mitjans domèstics
La pel·lícula fou llançada en VHS i Laserdisc als Estats Units el novembre de 1992 i al Regne Unit l'abril de 1993 per Fox Video i es va tornar a llançar el 1995 sota la bandera Twentieth Century Fox Selections. Va ser llançat en DVD als Estats Units el 2001 i en Blu-ray el 2011.

## Televisió
La pel·lícula va ser presa en una direcció diferent a la que pretenia un dels seus guionistes Joss Whedon, i cinc anys més tard, va crear la sèrie de televisió més fosca i aclamada del mateix nom.
Molts dels detalls que es donen a la pel·lícula difereixen del els de la sèrie de televisió posterior. Per exemple, l'edat i la història de Buffy són diferents; a la pel·lícula és una estudiant de secundària, però la sèrie comença amb ella com a estudiant de segon. La pel·lícula retrata qui era la Buffy de la sèrie de televisió abans que s'assabentés del seu destí com a Slayer: una animadora popular però egoista i superficial. A la pel·lícula, els seus pares són socialités rics però negligents que es preocupen poc per ella i passen el seu temps a festes i tornejos de golf; a la sèrie de televisió, Buffy té una mare atenta i acabada de divorciar anomenada Joyce. Les habilitats sobrenaturals dels vampirs i del Slayer es representen de manera diferent. Els vampirs de la pel·lícula moren com humans; a la sèrie de televisió, es converteixen en pols. A diferència de les sèries de televisió, les seves cares segueixen sent humanes encara que pàl·lides, amb ullals i amb les orelles dentades, mentre que a les sèries de televisió adquireixen un aspecte demoníac, sobretot quan s'acaben de transformar. La sèrie de televisió suggereix que els nous vampirs han d'aprendre conscientment a mantenir una aparença humana. A la pel·lícula, Merrick s'ha reencarnat moltes vegades, per entrenar molts Slayers; a la sèrie de televisió, els observadors són mortals i estan especialment entrenats per al seu paper i missió. L'accent britànic de Merrick i la forma de la seva mort són diferents quan apareix en flashbacks de la sèrie de televisió.
Joss Whedon ha expressat la seva insatisfacció amb la interpretació del guió a la pel·lícula, afirmant: "Finalment em vaig asseure i l'havia escrit i algú l'havia convertit en una pel·lícula, i vaig sentir com — Bé, això no és exactament ella. És un començament, però no és ben bé la noia."
Segons l’ Official Buffy Watcher's Guide, Whedon va escriure el pilot de la sèrie de televisió com a seqüela del seu guió original, motiu pel qual la sèrie fa referències a esdeveniments que no van passar a la pel·lícula. El 1999, Dark Horse Comics va publicar una adaptació de novel·la gràfica del guió original de Whedon sota el títol The Origin. Whedon va declarar: "El còmic Origin, tot i que tinc problemes amb ell, POT ser acceptat com a canònic. Van fer una feina fantàstica combinant el guió de la pel·lícula amb la sèrie, va ser agradable, i utilitzant la sèrie Merrick. i no un cert ALTRE dramàtic que seguirà sent odiat."

## Banda sonora
| 1.  | «Keep It Comin' (Dance Till You Can't Dance No More)» | C+C Music Factory featuring Deborah Cooper and Q-Unique | 3:58 |
| 2.  | «Man Smart, Woman Smarter»                            | Dream Warriors                                          | 4:31 |
| 3.  | «Silent City»                                         | Matthew Sweet                                           | 2:51 |
| 4.  | «We Close Our Eyes» (originallment per Oingo Boingo)  | Susanna Hoffs                                           | 3:54 |
| 5.  | «Little Heaven»                                       | Toad the Wet Sprocket                                   | 4:27 |
| 6.  | «I Ain't Gonna Eat Out My Heart Anymore»              | diVINYLS                                                | 4:32 |
| 7.  | «Party with the Animals»                              | Ozzy Osbourne                                           | 4:18 |
| 8.  | «Zap City»                                            | The Cult                                                | 5:14 |
| 9.  | «I Fought the Law» (originalment per The Crickets)    | Mary's Danish                                           | 3:19 |
| 10. | «Light Comes Out of Black»                            | Pantera i Rob Halford                                   | 4:59 |

Altres cançons que apareixen a la pel·lícula però no a l'àlbum de la banda sonora inclouen: "Everybody Hurts" de R.E.M., "In the Wind" de War Babies, i "Inner Mind" de Eon.

## Possible remake
El 25 de maig de 2009, The Hollywood Reporter va informar que Roy Lee i Doug Davison de Vertigo Entertainment estaven treballant amb Fran Rubel Kuzui i Kaz Kuzui en una revisió o el rellançament de la pel·lícula Buffy per a la gran pantalla. La pel·lícula no seria una seqüela o preqüela de la franquícia de cinema o televisió existent, i Joss Whedon no tindria cap implicació en el projecte. No hi apareixeria cap dels personatges, repartiment o equip de la sèrie de televisió. El productor executiu de la sèrie de televisió Marti Noxon va reflexionar més tard que aquesta història podria haver estat produïda per l'estudi per tal d'espantar a Whedon perquè prengui les regnes del projecte. El 22 de novembre de 2010, The Hollywood Reporter va confirmar que Warner Bros. havia adquirit els drets de la pel·lícula del remake. The film was set for release sometime in 2012.
La idea del remake va provocar la ira entre els fans de la sèrie de televisió, ja que Whedon no hi va participar. El projecte no tenia cap connexió amb l'espectacle i no s'ajustaria a la continuïtat mantinguda amb els còmics Buffy the Vampire Slayer Season Eight i Buffy the Vampire Slayer Season Nine. No sols el fandom, sinó els principals membres del repartiment de les sèries Buffy i Angel van expressar el seu desacord amb l'informe a Twitter i en entrevistes recents. Sarah Michelle Gellar va dir: "Crec que és una idea horrible. Intentar fer una Buffy sense Joss Whedon... és increïblement poc eloqüent: aquesta és la idea més tonta que he sentit mai."
El desembre de 2011, més d'un any després de l'anunci oficial del reinici, Los Angeles Times va informar que el guió de Whit Anderson, l'escriptora escollida per a la nova pel·lícula Buffy, fou rebutjar pels productors darrere del projecte, i que es buscava un nou escriptor. Les fonts també van afirmar que "Si el tornes a grr, has de fer-ho bé. [Anderson] va venir amb algunes idees fantàstiques i ella havia reinventat una mica de la tradició i va ser força genial, però al final no n'hi havia prou a la pàgina."
El juliol de 2018, Joss Whedon va anunciar a la San Diego Comic Con que estava treballant en un reinici de la sèrie i que podria incloure un Slayer de color.